# کافارو دی روستیکو
کافارو دی روستیکو (انگلیسی: Caffaro di Rustico da Caschifellone؛ ۱۰۸۰ – ۱۱۶۴)، سیاستمدار، دیپلمات، دریاسالار و از اشراف ایتالیایی اهل جنوا بود و وی به‌عنوان نخستین شخصیت غیرروحانی است که به عنوان وقایع‌نگار و مورخ در قرون میانه شناخته می‌شود. وی پسر روستیکو از لردهای اسکن شمال جنوا بود. در سال‌های ۱۱۰۰–۱۱۰۱ میلادی، در نخستین عملیات دریایی به شرق شرکت جست که برای حمایت از صلیبیون در شام و اراضی مقدس سازمان‌دهی شده بود. وی احتمالاً بار دوم بین سال‌های ۱۱۳۰ و ۱۱۴۰ میلادی، به سرزمین‌های آن سوی دریا رفته‌است. کافارو، پس از جنگ صلیبی اول، نقش مهمی در حیات سیاسی جنوا ایفا کرد. وی فعالیت‌هایی در زمینهٔ کنسول‌گری و مسئولیت سیاست خارجه و همچنین فرمانده ناوگان در جنگ‌های دریایی جمهوری جنوا داشته‌است. وی همچنین در مذاکرات میان جمهوری جنوا با جمهوری پیزا و پاپ کالستیوس دوم برای تضمین حقوق کلان‌شهری جنوا حضور داشت. کافارو همچنین شرایط مساعدی برای تجارت جنوا از طریق ریمون برنگار سوم، کنت بارسلون، ایجاد نمود. و در سال ۱۱۴۶ میلادی با پادشاه کاستیل، آلفونس هفتم، متحد شد که این ائتلاف ناوگان دریایی جنوا را قادر ساخت شهرهای اسپانیایی المریه و طرطوسه را در جریان جنگ صلیبی دوم فتح کند.
وی در غرب مدیترانه نیز فرماندهی ناوگان جنوا را برعهده داشت که جزیره منورکا حمله نمود و توانست در سال ۱۱۴۶ توانست کنترل این جزیره را از دست مسلمانان درآورد. از دیگر سو، کافارو مذاکراتی با فریدریش بارباروسا در سال‌های ۱۱۵۴–۱۱۵۸ داشت که به منظور تأیید وی برای کسب امتیازهای برا جنوا صورت گرفت.
کافارو، سه وقایع‌نامه نیز نگاشته که نگرشی متفاوت از دیگر منابع جنگ‌های صلیبی دارد. نوشته‌های وی عبارتند از: سالنامه جنوا (Annales ianuenses)، آزادی شهرهای مشرق‌زمین (De liberatione civitatum orientis) و تاریخ تسخیر المریه و طرطوسه (Ystoria captionis Almarie et Turtuose) که در سال‌های ۱۱۵۵ نوشته شده‌اند. آثار وی علاوه بر اطلاعاتی در باب جنگ صلیبی نخست، اطلاعاتی در باب نقش ناوگان دریایی جنوا در شرق مدیترانه و همچنین مقابله با مسلمانان اندلس در طی جنگ صلیبی دوم می‌دهد. علاوه بر این، سالنامه وی نیز تاریخ رسمی جمهوری جنوا نیز به‌شمار می‌آمد که در آن به نظام حقوقی و قوانین رسمی این جمهوری و انتخابات کنسول‌های آن و نیز به تاریخ و دریانوردی آن می‌پرداخت.